# Kamilla Larsen
Kamilla Birkedal Larsen (født 2. september 1983 i Bjergsted) er en tidligere dansk håndboldspiller, der spiller for Odense Håndbold. Hun har for Slagelse DT bl.a. vundet Danmarksmesterskabet 2003, 2005 og 2007 samt Champions League 2004, 2005 og 2007.
Efter klubkarrieren har hun arbejdet som agent i håndboldbranchen.
Hun har tidligere spillet i klubben Bjergsted HK. Kamilla var før i tiden back, men kom hurtigt ind på stregen. Hun læser til veterinærsygeplejeske.
Hun er gift med Nykøbing Falster Håndboldklub's træner Jakob Larsen med hvem hun har to sønner og skiftede dermed i 2018 efternavn til Larsen.
Hun blev udtaget til landstræner Jesper Jensens bruttotrup til EM 2020 i Danmark, men var ikke blandt de 16 udvalgte.
Larsen var også med til at vinde den danske liga, Damehåndboldligaen, i 2021 med Odense Håndbold.